# Romeins Museum Obernburg
Het Romeins Museum Obernburg in Obernburg am Main, een stad in het district Miltenberg in Neder-Franken, toont voornamelijk Romeinse vondsten uit het fort Obernburg en de bijbehorende nederzetting. Het museum bevindt zich aan de Untere Wallstraße 29a in de oude binnenstad van Obernburg, in de buurt van de Main.

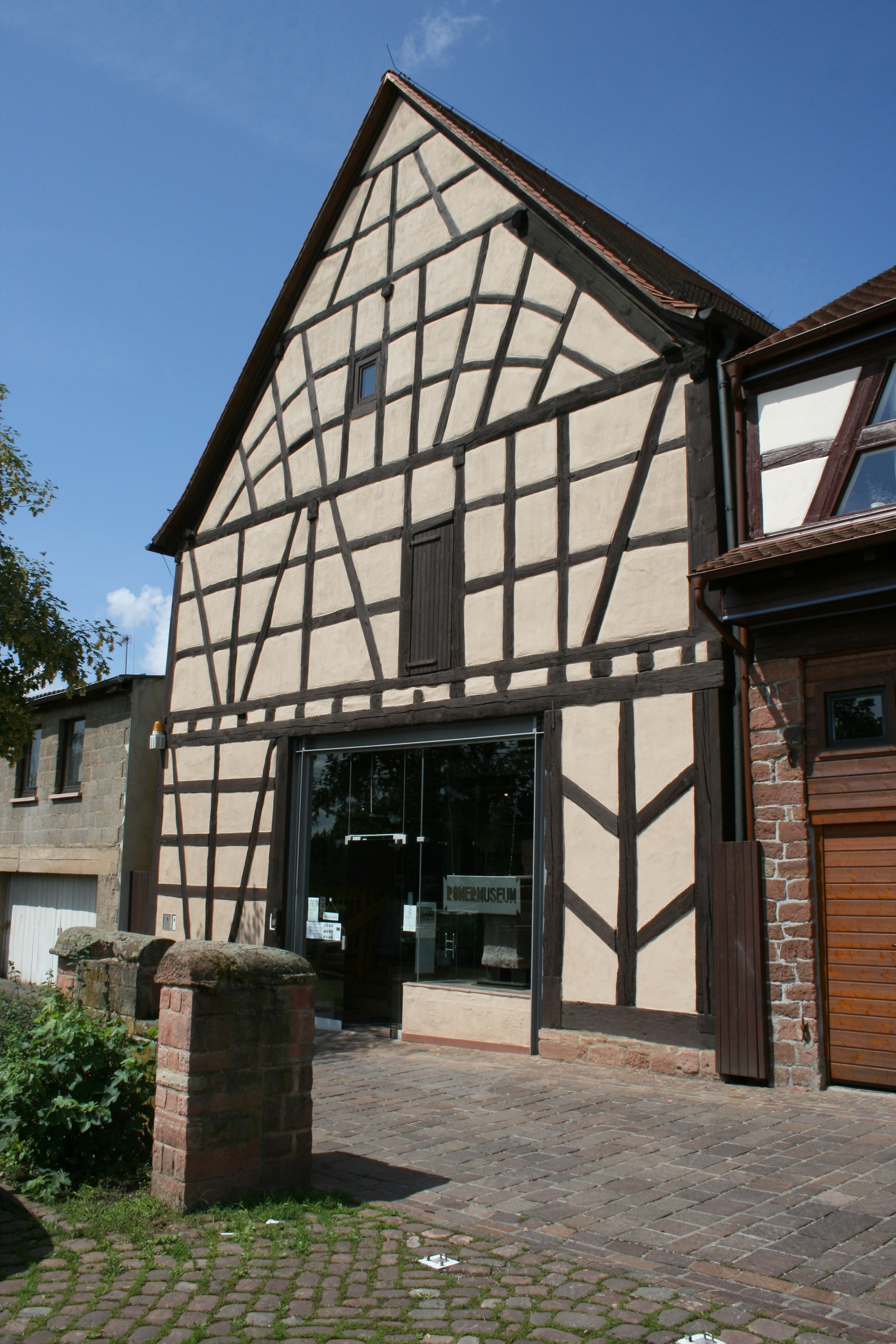
Buitenaanzicht van het museum

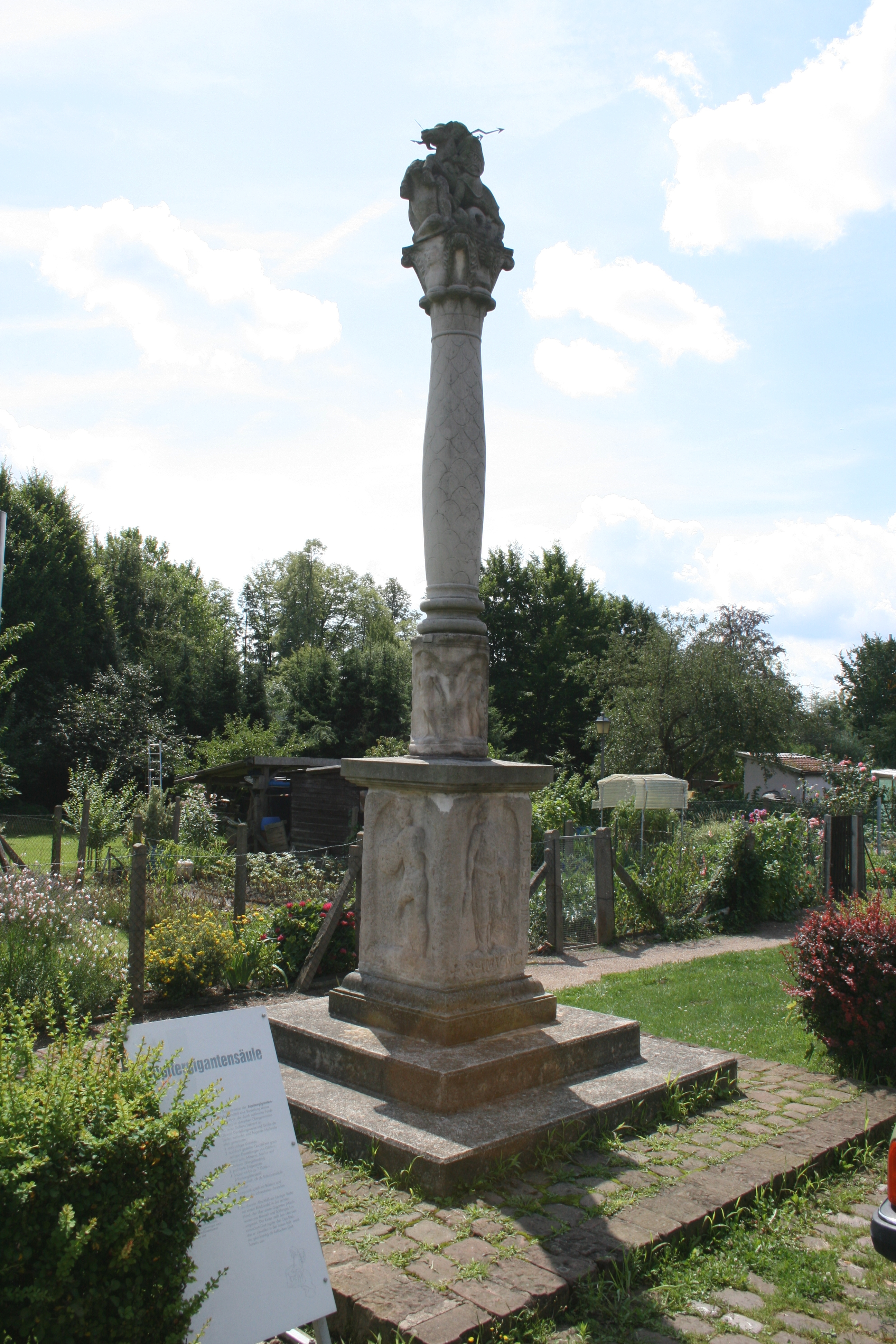
Replica van een gigantische zuil van Jupiter voor het museum

## Tentoonstelling
Bij de entree van het museum legt een stadsmodel de geschiedenis van Obernburg en de topografie in de Romeinse tijd uit. Het paradepaardje van het museum is de grote steencollectie op de begane grond. Het bevat onder meer inscriptiestenen van de beneficiarii consulares, de bouwinscriptie uit het personeelsgebouw van het cohortfort en fragmenten van verschillende gigantische zuilen van Jupiter. Voor het museum staat de reconstructie van zo'n zuil.
Interessant is een groep inscripties geschonken door leden van vexillationes van de Legio XXII Primigenia uit Mainz, die hier als houthakkersdetachementen (in lignariis) werden geplaatst.  Ze documenteren het militair gebruik, zowel operationeel als logistiek, van de middelgebergten Spessart en Odenwald en de Main (en mogelijk de Mümling ). In Stockstadt en Trennfurt am Main zijn nog meer van dit soort inscriptievondsten gevonden. 
In de kelder wordt  een Mithras-steen met een replica-heiligdom (Mithraeum) tentoongesteld, op de tussenverdieping illustreren graf- en wijdingsstenen de cultus van de goden en de doden. De bovenverdieping bevat voornamelijk kleine vondsten uit de Romeinse tijd zoals werktuigen, fibulae, cosmetische en medische instrumenten, aardewerk en munten. Van bijzonder belang is een Romeinse glazen kom uit de 4e eeuw, vanwege de decoratie is deze een van de vroegste christelijke getuigenissen in de regio. Een andere grote ruimte is beschikbaar voor tijdelijke tentoonstellingen.

## Toekomst
Het museum is als gevolg van opgravingen  tussen 2000 en 2007 te klein geworden. Daarnaast is als gevolg van de opname van de Opper-Germaans-Raetische Limes in de lijst van UNESCO Werelderfgoed een uitbreiding tot nationaal museum voorzien. Als tweede Beierse centraal museum is het bedoeld om de Main Limes en het rechtssysteem van het Romeinse rijk te presenteren. De gemeenteraad nam daarom op 1 januari 2007 op basis van een eerdere haalbaarheidsstudie een principebesluit om een nieuw museum te bouwen en werd een plangroep gevormd voor een "Main Limes Centraal Museum". 
Een nieuw gemeenteraadsbesluit van 13 juli 2009 is van plan deze nieuwbouw niet uit te voeren. De belangrijkste twistpunten in de gemeenteraad en de publieke discussie zijn de financiering van bouw en onderhoud en de verhoopte economische stimulans vanuit het museum.  In dit geval zullen de historisch belangrijke vondsten waarschijnlijk in München, de hoofdstad van de deelstaat, of op een ander fortterrein aan de Main tentoongesteld worden. Een succesvol burgerinitiatief om de nieuwbouwplannen door te zetten resulteerde in een referendum dat in september 2009 plaatsvond. De Obernburger burgers hebben met 64,97 % besloten de plannen niet door te zetten. 

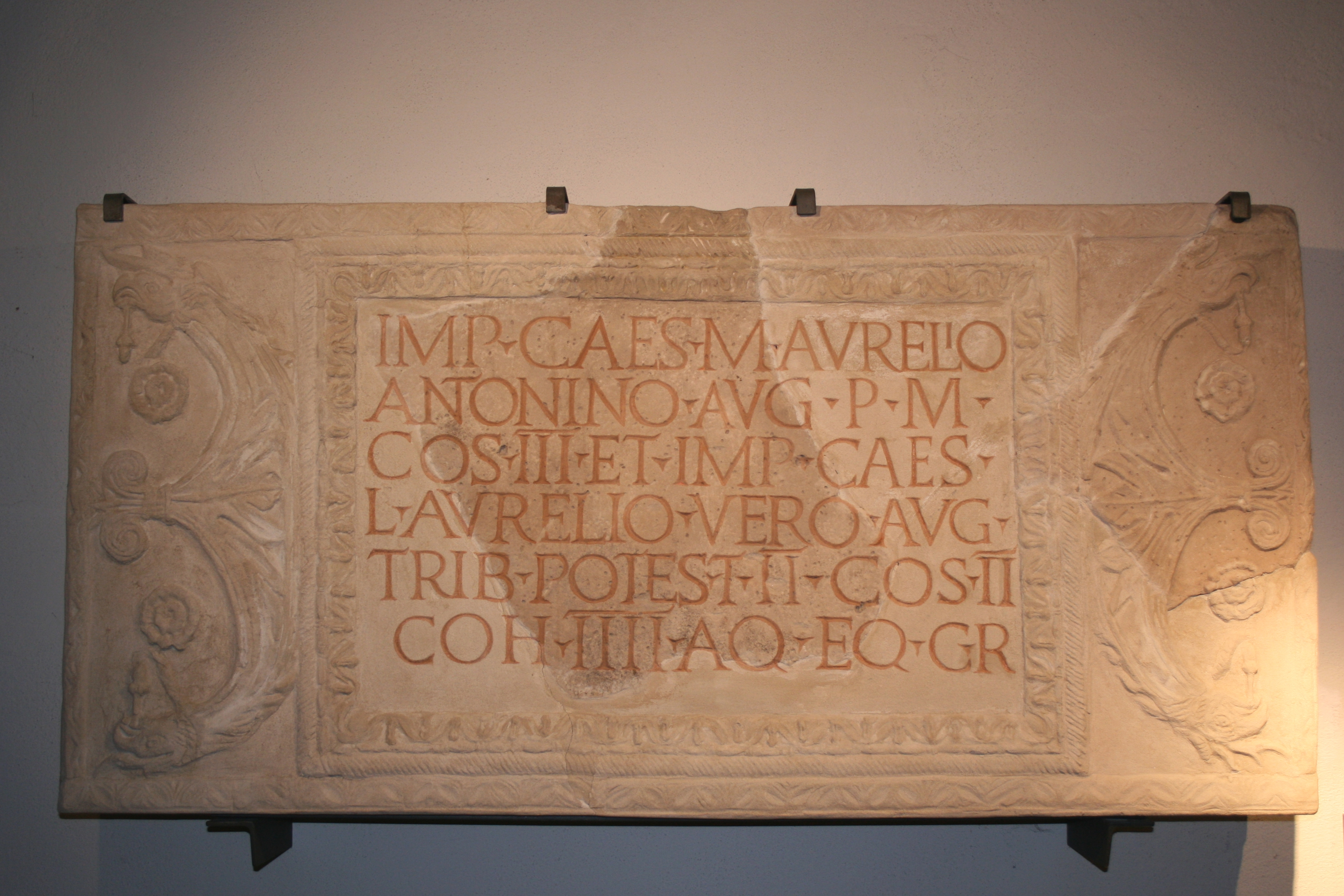
Gebouwinscriptie uit de principia uit het jaar 162.
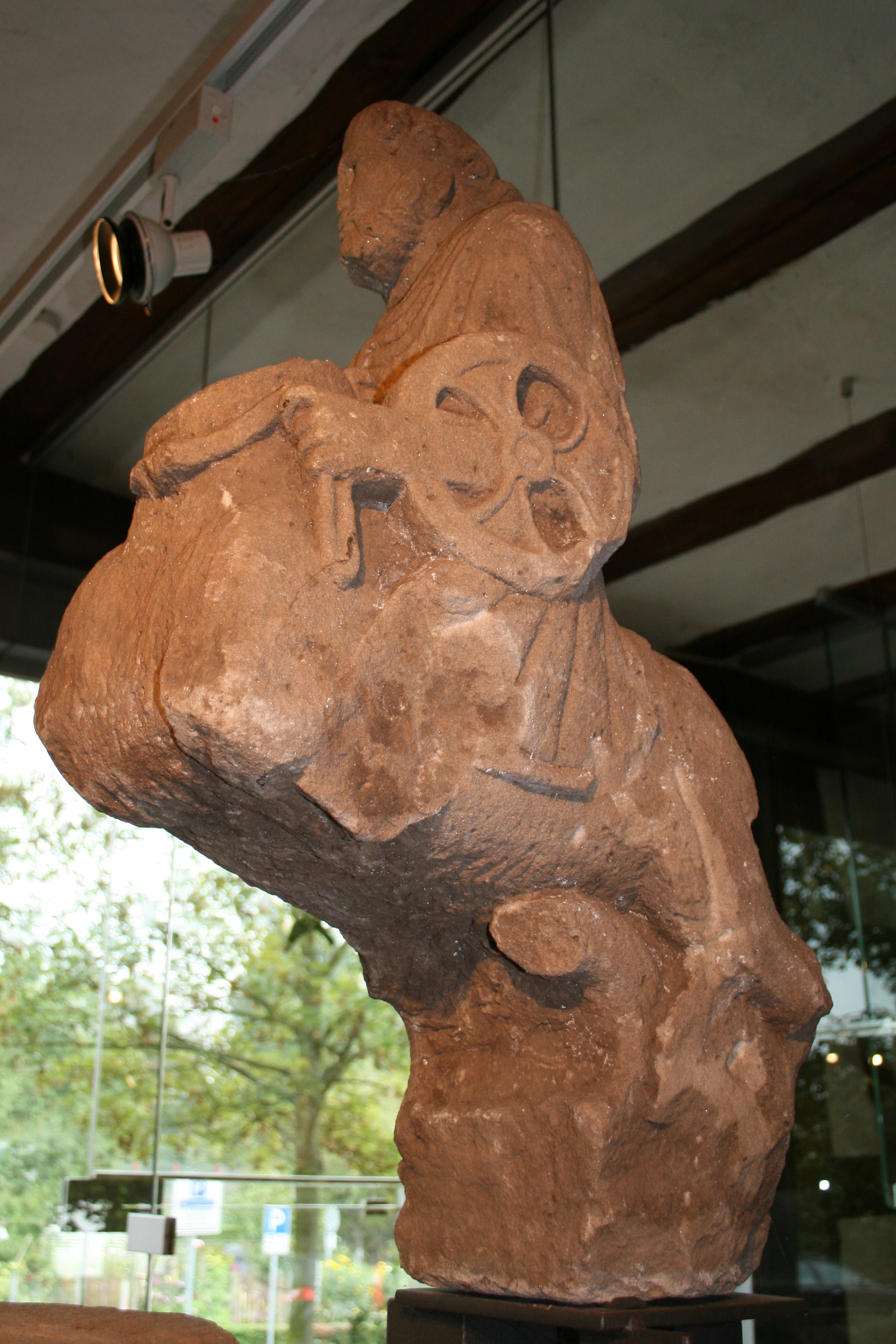
Ruiter van een gigantische zuil van Jupiter uit Obernburg met het driespaaks wiel, attribuut van de Keltische god Taranis, waarschijnlijk lokale interpretatie.
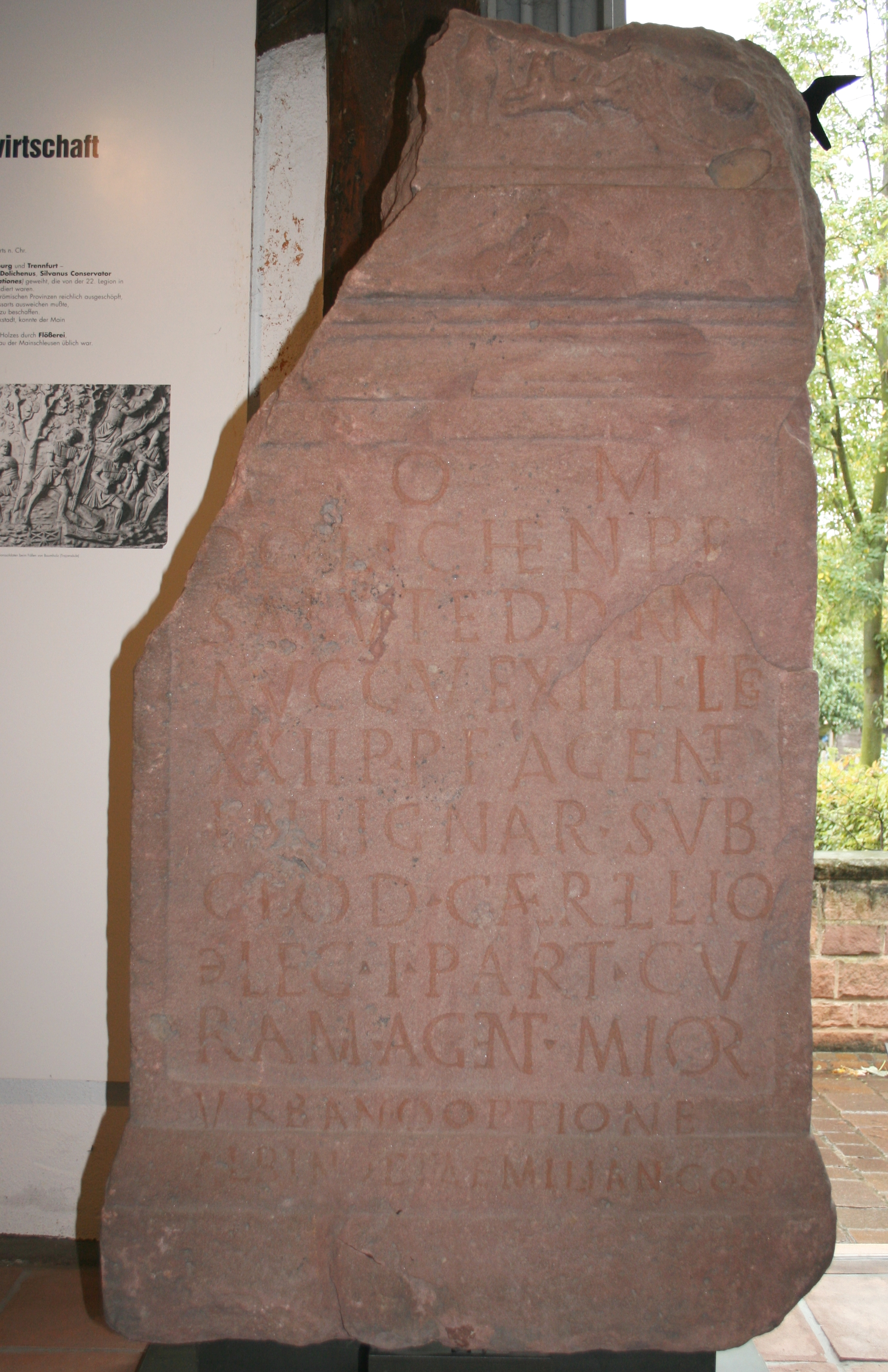
Romeinse inscriptie uit Obernburg met verwijzing naar de houthakkersploeg van Legio XXII Primigenia.
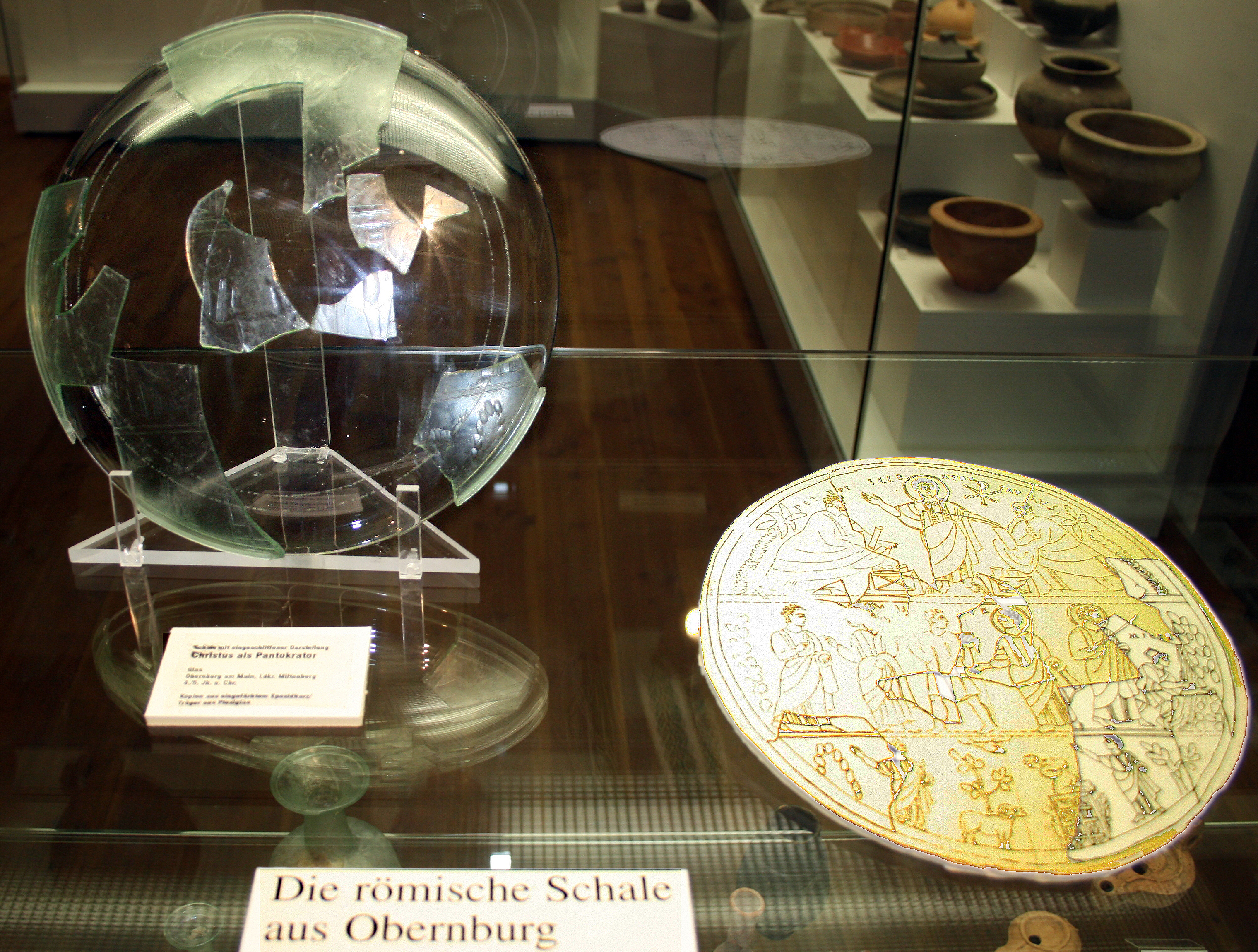
Laat-Romeinse glazen schaal met christelijke motieven.
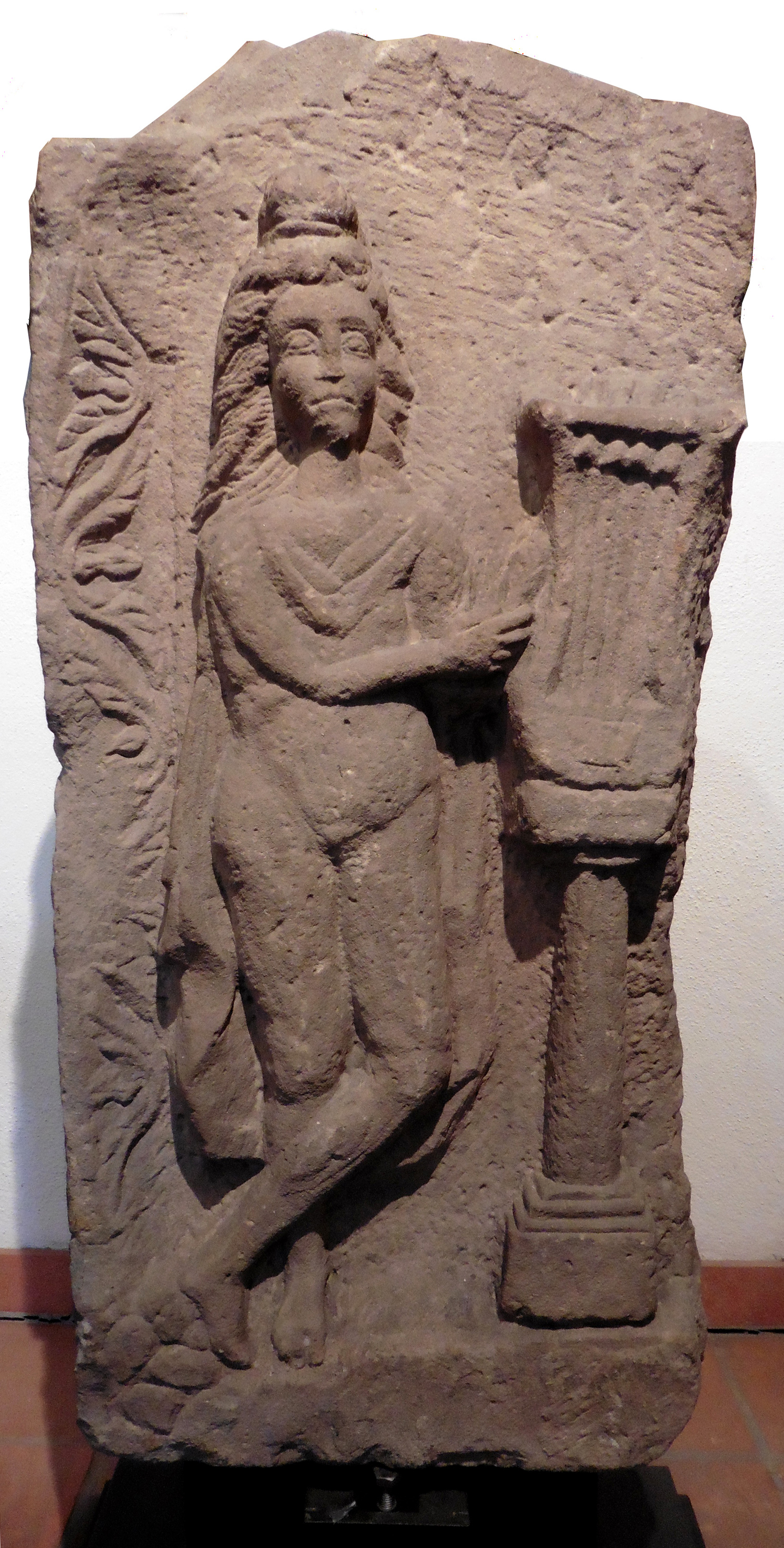
Apollo met lier
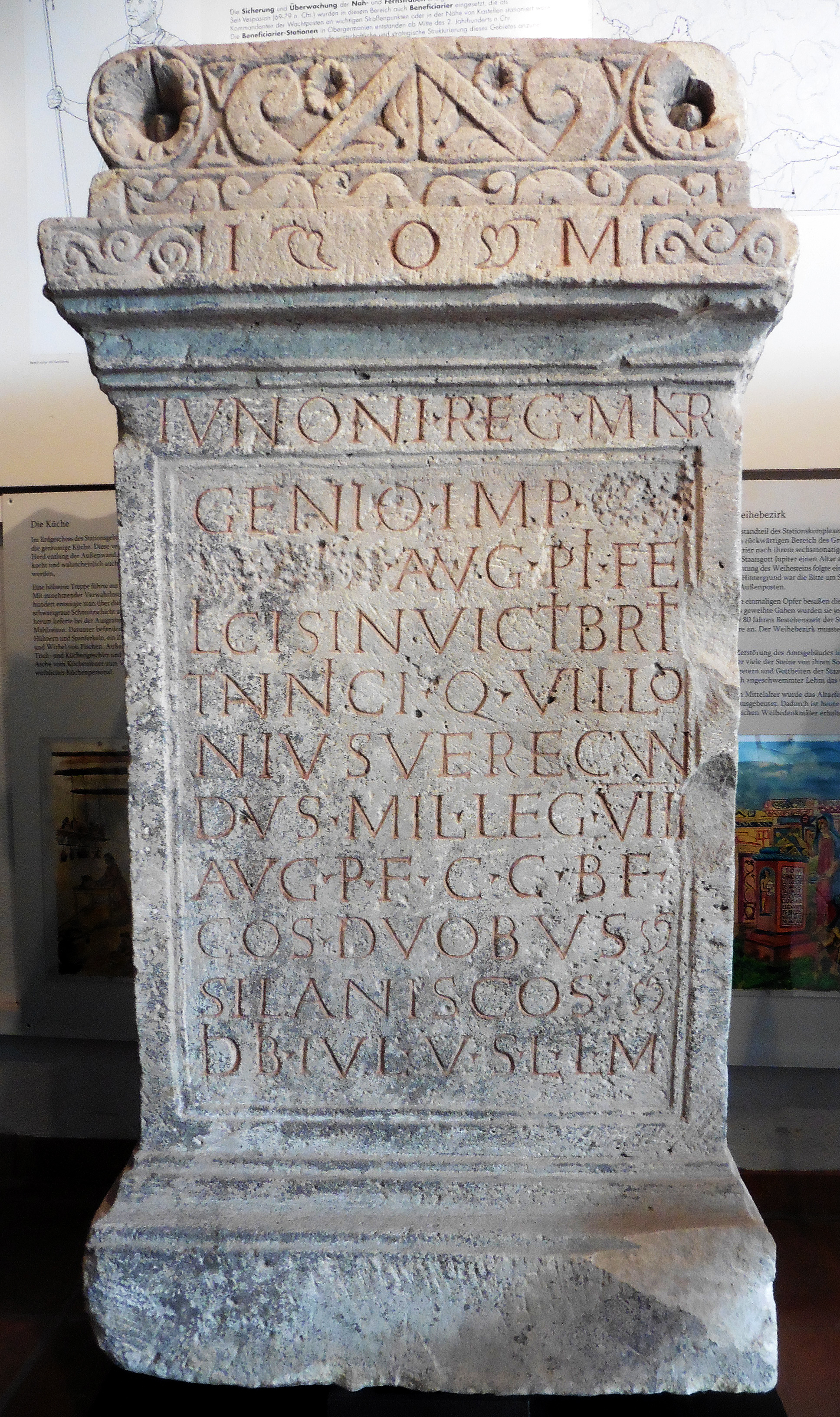
Een van de inwijdingsinscripties van de beneficiarii

## Web links
- Romeins museum Obernburg
- Geschiedenis van het Obernburger Romeins museum op de site van het HVV (Heimat und Verkehrsverein)